# Transmetallazione
La transmetallazione è un processo che, a partire da un composto organometallico, permette di scambiare il metallo legato al residuo organico e quindi l'ottenimento di altri metallo-derivati. Per questa via è quindi
possibile preparare tutti quei composti organometallici che non sono sintetizzabili tramite metallazione ossidativa sugli alogenuri organici (p. es. reattivi di Grignard), idrometallazione (p. es. idroborazione) o scambio idrogeno-metallo (p. es. acetiluri).
Questo tipo di trasformazioni sono reazioni di equilibrio per cui, al fine di ottenere alte rese, è importante che i prodotti siano più stabili dei reagenti. In generale, l'atomo di carbonio, a causa della sua non elevata elettronegatività, mal sopporta una carica negativa; esso tende quindi a legarsi al metallo con cui genera il legame più covalente. Considerando tale condizione, la transmetallazione può essere realizzata nei seguenti tre modi:
- Reazione di scambio con un metallo
- {\displaystyle M+M^{1}R\rightarrow M^{1}+MR}

Il metallo M, meno elettronegativo di M1, rimpiazza quest'ultimo nel nuovo legame formatosi. Tipicamente M1 è il mercurio, facilmente spostabile dai metalli dei gruppi 1, 2 e 13 della tavola periodica.
- Reazione con un sale inorganico

Affinché la reazione proceda è necessario che M sia più elettropositivo di M1: quanto maggiore è la differenza di elettronegatività tra i due metalli, tanto più favorita (termodinamicamente) risulta la reazione. Il composto organico di partenza è in genere un litio- o un magnesio-derivato. Infatti tra tutti i metalli più elettropositivi, quelli che permettono una facile preparazione dei corrispettivi composti organometallici sono proprio il litio e il magnesio. È da tener presente che per questa via non risulta possibile preparare metallo-derivati R-M1 contenenti gruppi funzionali suscettibili all'attacco nucleofilo come carbonili, gruppi esterei, gruppi ammidici e così via. Ciò è dovuto all'impossibilità di ottenere organo-litio e reattivi di Grignard funzionalizzati con tali gruppi se non opportunamente protetti.
I rame-derivati, detti cuprati, sono in genere preparati per transmetallazione. Questi composti, infatti, al contrario dei reattivi di Grignard e dei litio-derivati, non si possono preparare facendo reagire semplicemente un alogenuro organico RX con rame, se non in condizioni particolari. Per sintetizzare, per esempio, un omocuprato (un cuprato che presenta cioè due residui organici identici) è sufficiente far reagire in solvente etereo e a bassa temperatura il litio-derivato con un eccesso di CuI:
Questo metodo rappresenta una facile via di accesso, per esempio, ad alluminio-derivati eterati (in cui l'alluminio presenta una molecola di solvente etereo nella sfera di coordinazione), a derivati di organo-cadmio o organo-zinco.
- Reazione con altri composti organomentallici

Per questo tipo di reazione è importante che il metallo più elettropositivo sia legato al residuo organico meno elettronegativo (più basico), ossia all'atomo di carbonio che sopporta peggio una carica negativa. In questo modo infatti, il residuo organico che presenta il carbanione maggiormente stabilizzato (base meno forte) tende a legarsi al metallo più elettropositivo, sostituendo l'altro residuo organico.
L'ordine di elettronegatività dei residui organici, di seguito riportato, equivale all'ordine di stabilità delle basi coniugate che deriverebbero dalla dissociazione di un generico acido R-H:
allile > benzile > alchenile > arile > ciclopropile
Un'applicazione molto importante di questo processo è la sintesi di alluminio-derivati non eterati a partire da AlEt3 (alluminio-trietile) e un triorgano-boro BR3. Il boro-trietile che si forma è molto volatile e, lavorando opportunamente sottovuoto, può essere allontanato, spostando l'equilibrio verso destra.